# Kruipend kroesmos
Kruipend kroesmos (Ulota drummondii) is een soort uit het geslacht kroesmos (Ulota). Het is een pionier op bomen. Het komt voor op boomschors. 

## Kenmerken
De bladeren zijn ongeveer 3 mm lang. Het buitenste peristoom is vaak bijna wit en het binnenste peristoom is vrijwel afwezig.

## Ecologie
In Nederland is de soort gevonden op een tak van een schietwilg in een spontaan wilgenbos (Flevoland) en een jonge verwilderde griend (Biesbosch, met knotskroesmos en op grauwe wilg in een broekbos (Valkenswaard). In het buitenland, bijv. in Schotland, komt kruipend kroesmos behalve op (bos)wilg, ook voor op takken en twijgen van bomen met een relatief hardere, zuurdere schors zoals els, berk, hazelaar en wilde lijsterbes, vaak in neerslagrijke gebieden langs de kust.

## Verspreiding
In Nederland staat kruipend kroesmos op de rode lijst in de catogorie 'verdwenen'.  n 1985 is zij voor het eerst verzameld in het Oostvaardersplassengebied in Zuidelijk-Flevoland, daarna in 1990 (en 1991) in de Dordtse Biesbosch. De derde en laatste vondst dateert alweer uit 2002 nabij Valkenswaard. In alle gevallen gaat het slechts om het voorkomen van één plukje op één boom. Kruipend kroesmos is een noordelijk-suboceanische-montane soort. In West-Europa is zij vooral algemeen in Schotland en Noorwegen. In België is de soort nog niet gevonden, in Duitsland bestaan er enkele oude opgaven uit o.a. de Harz en het Sauerland.